# La vita corre sul filo
La vita corre sul filo (The Slender Thread) è un film del 1965 diretto da Sydney Pollack.
Debutto di Pollack sul grande schermo dopo alcune regie televisive, il film fu ispirato da un articolo di Shana Alexander pubblicato il 29 maggio 1964 dalla rivista LIFE nel quale la giornalista descrisse la lunga conversazione tra un volontario di un centro di soccorso telefonico e un'aspirante suicida.

## Trama
Alan Newell è uno studente universitario di psicologia e volontario presso la Crisis Clinic di Seattle, centro d'emergenza per persone travolte dalle difficoltà della vita che non hanno più la forza di andare avanti da sole. Un giorno riceve la telefonata di Inga Dyson, una donna che ha appena ingerito un tubetto di sonniferi e che ha bisogno di parlare con qualcuno. Alan tenta invano di farsi dire da Inga dove si trovi e attraverso una serie di flashback la donna gli racconta i motivi del suo gesto, la crisi matrimoniale dopo che suo marito Mark ha scoperto che il loro figlio è il prodotto di una relazione extraconiugale, un precedente tentativo di suicidio, le speranze ogni volta risorte e l'ultima, irrimediabile decisione. La polizia tenta di rintracciare la chiamata mentre Alan continua a parlare con Inga aiutato anche dallo psicologo Joe Coburn, cercando di tenere teso il sottile filo della speranza. Proprio un attimo prima del tragico epilogo, il sergente Harry Ward entra nella stanza del motel e trae in salvo la donna che viene portata via in un'ambulanza.

## Produzione
Dopo l'uscita dell'articolo su Life il marito dell'autrice, Stephen Alexander, ebbe la certezza che potesse essere ottimo materiale per un film e scrisse un primo adattamento dopo aver acquistato i diritti dalla rivista. La bozza venne mostrata all'autore televisivo Stirling Silliphant che la trasformò in una sceneggiatura intitolata Voice in the Wind. La sceneggiatura venne proposta ai maggiori studi cinematografici finché fu accettata dalla Paramount Pictures, che avviò il progetto affidandone la produzione allo stesso Alexander e la regia al giovane Sydney Pollack, anch'egli proveniente dalla televisione. Il titolo venne cambiato in Call Me Back!, poi in Cross My Heart and Hope to Die e infine in quello definitivo The Slender Thread.
Per i ruoli principali vennero scelti due recenti premi Oscar come Sidney Poitier e Anne Bancroft, anche se quello di Inga era stato inizialmente assegnato a Elizabeth Ashley che venne sostituita senza neanche esserne informata dalla Paramount. L'attrice citò in giudizio lo studio per 100.000 dollari ma alla fine la causa venne risolta in via extragiudiziale.
Poitier ha invece ricordato nell'autobiografia This Life il suo coinvolgimento nel film grazie al suo agente Martin Baum: «... aveva sentito parlare di un produttore che stava per girare un film intitolato The Slender Thread. Lesse la sceneggiatura e trovò una parte che pensava potessi interpretare, anche se non era stata pensata per un attore di colore... L'esperienza mi ha dato grandi soddisfazioni. Anne Bancroft è stata semplicemente fantastica e Telly, ovviamente, è un attore infinitamente migliore di quanto abbia fatto vedere in Kojak...»
Il complesso che suona nella sequenza nel night club è quello dei The Sons of Adam, gruppo garage rock attivo sulla scena musicale del Sunset Strip a metà degli anni sessanta.

### Riprese
Le riprese iniziarono il 7 giugno 1965 e terminarono all'inizio del mese di luglio. Gli esterni furono girati a Seattle dove vennero impiegate un migliaio di comparse, inclusi 40 studenti dell'Università del Washington durante la sequenza iniziale, mentre l'interno della Crisis Clinic venne creato nei Paramount Studios di Hollywood. Sidney Poitier rimase per la maggior parte del film sul set mentre Anne Bacroft dialogava con lui attraverso una linea telefonica dal suo camerino. Per la scena del primo tentativo di suicidio di Inga, l'attrice indossò una muta sotto il vestito ma una volta in acqua questa diventò satura e i membri della troupe dovettero soccorrerla per evitare che venisse trascinata sul fondo.

## Distribuzione
Il film debuttò il 15 dicembre 1965 allo Stanley Warner Theatre di Beverly Hills. Il 23 dicembre fu proiettato a New York e a partire dall'inizio del 1966 venne distribuito in tutto il Paese. L'11 marzo dello stesso anno fu mostrato in concorso al Festival internazionale del cinema di Mar del Plata dove Sydney Pollack si aggiudicò il premio della Organisation Catholique Internationale du Cinéma.

### Date di uscita
- Stati Uniti (The Slender Thread) – 15 dicembre 1965
- Regno Unito (The Slender Thread) – 10 marzo 1966
- Svezia (En röst i telefonen) – 28 marzo 1966
- Germania Ovest (Stimme am Telefon) – 7 aprile 1966
- Finlandia (30 minuuttia kuolemaan) – 22 aprile 1966
- Argentina (Con la vida en un hilo) – 1º giugno 1966
- Italia (La vita corre sul filo) – 10 giugno 1966

- Francia (Trente minutes de sursis) – 19 agosto 1966
- Giappone (Inochi no himo) – 8 ottobre 1966
- Messico (Con la vida en un hilo) – 20 ottobre 1966
- Paesi Bassi (Telefoon om 7 uur 56) – 24 novembre 1966
- Danimarca (Stemmen i telefonen) – 25 novembre 1966
- Irlanda (The Slender Thread) – 6 settembre 1968

### Home Video
Il film è stato distribuito in DVD e in formato Blu-ray il 6 ottobre 2012 dalla Olive Films.

## Critica
La vita corre sul filo ricevette recensioni miste alla sua uscita. Sul New York Times il critico A. H. Weiler lo giudicò «spesso grandioso, avvincente, ma a volte banale» e le performance dei due protagonisti «più memorabili della storia in sé», mentre Brendan Gill scrisse su The New Yorker che ciò che rende il film affascinante è «la dimostrazione, grazie alla mirabile fotografia e al montaggio ancora più ammirevole, di come l'apparato convenzionale di una grande città... possa essere mobilitato e tutte le sue risorse tecniche usate per portare al salvataggio di una singola vita». La rivista Variety apprezzò la prova dei due attori ma definì il film «sovraccarico di sentimento e toni drammatici», aggiungendo che «la produzione offre una tensione crescente ma... avrebbe potuto essere migliorata attraverso una scrittura più lucida».
In Italia, dove uscì il 10 giugno 1966, il quotidiano La Stampa riportò: «L'esordiente regista, come sfoggia una buona padronanza dei mezzi tecnici così non manca di finezza sia nello sfaccettare la drammatica telefonata salvatrice, sia nel colorire le ragioni di quel suicidio così altamente sventato da "voce amica". L'elogio della quale è il limite del film per questo rispetto così paradigmatico da sfiorare il tono pubblicitario. Ma è da dire che La vita corre sul filo supera di qualche cosa la media della programmazione estiva anche per la bravura dei suoi protagonisti, una lucida e sofferta Anne Bancroft, un elegante e caldo Sidney Poitier».

## Riconoscimenti
- 1966 – Premio Oscar

Candidatura per la migliore scenografia (bianco e nero) a Hal Pereira, Jack Poplin, Robert R. Benton e Joseph Kish
Candidatura per i migliori costumi (bianco e nero) a Edith Head
- 1966 – Golden Globe

Candidatura per la migliore sceneggiatura a Stirling Silliphant
- 1966 – Festival internazionale del cinema di Mar del Plata

Premio OCIC a Sydney Pollack
Candidatura per il miglior film a Sydney Pollack

## Colonna sonora
La colonna sonora del film, composta, arrangiata, diretta e prodotta da Quincy Jones, è stata pubblicata nel 1966 dalla Mercury Records.

### Tracce
1. Preludium (Main Title Part II) – 2:27
2. Main Theme (Main Title Part I) – 	2:02
3. Threadbare (Main Title Part III) – 2:14
4. Aftermath – 2:43
5. Fox's Sugar – 3:27
6. Funny Farm – 1:31
7. Theme From Inga – 2:30
8. Psychosis – 3:06
9. No Place to Go – 3:08
10. Big Sir – 2:15